# Telotha henselii
Telotha henselii är en kräftdjursart som först beskrevs av Martens 1869.  Telotha henselii ingår i släktet Telotha och familjen Cymothoidae. Inga underarter finns listade i Catalogue of Life.